# Antiguo Edificio del New York Evening Post
El edificio Old New York Evening Post es la antigua oficina y planta de impresión del periódico New York Evening Post ubicada en 20 Vesey Street entre Church Street y Broadway en el Distrito Financiero de Manhattan, Ciudad de Nueva York. Fue construido entre 1906 y 1907 diseñado por el arquitecto Robert D. Kohn para Oswald Garrison Villard, propietario del Post en ese momento, y se considera "uno de los pocos edificios Art Nouveau destacados" jamás construidos en los Estados Unidos.

## Descripción
De catorce pisos revestido de piedra "recuerda a los edificios que bordean los bulevares de París" y no fue copiado de un edificio existente. Tiene tres grandes tramos de arcos con marcos de hierro fundido, separados por pilares de piedra caliza pálida. Hay un techo abuhardillado revestido de cobre y cuatro elaboradas figuras talladas. Las estatuas representan los Cuatro Periodos Publicitarios ; dos son de Gutzon Borglum, escultor del Monte Rushmore, y dos de la esposa del arquitecto, Estelle Rumbold Kohn.  El New York Evening Post ocupó el edificio hasta que se trasladó al New York Evening Post Building en 1926.
Más tarde se llamó Garrison Building y fue designado Monumento de la ciudad de Nueva York en 1965 y se agregó al Registro Nacional de Lugares Históricos en 1977. La Comisión de Preservación de Monumentos Históricos de la Ciudad de Nueva York tuvo su sede en el edificio desde 1980 hasta 1987.